# ابزار طیف‌سنجی انرژی تاریک
ابزار طیف‌سنجی انرژی تاریک (انگلیسی: Dark Energy Spectroscopic Instrument) یا (DESI) یک ابزار تحقیقاتی علمی برای انجام بررسی‌های نجومی طیف‌نگاری از کهکشانهای دوردست است. اجزای اصلی آن یک صفحه کانونی حاوی ۵۰۰۰ ربات موقعیت‌یابی فیبر و مجموعه‌ای از طیف نگارهایی است که توسط فیبرها تغذیه می‌شوند. ابزار جدید انجام آزمایشی را برای بررسی تاریخ انبساط جهان و فیزیک اسرارآمیز انرژی تاریک را قادر خواهد ساخت.
این ابزار توسط آزمایشگاه ملی لارنس برکلی تحت حمایت مالی دفتر علوم وزارت انرژی ایالات متحده آمریکا اداره می‌شود. ساخت ابزار جدید، که اکنون تکمیل شده‌است، عمدتاً توسط دفتر علوم وزارت انرژی ایالات متحده و سایر منابع متعدد از جمله بنیاد ملی علوم ایالات متحده، شورای تأسیسات علم و فناوری انگلستان، کمیسیون انرژی‌های جایگزین و انرژی اتمی فرانسه، تأمین مالی شده‌است. شورای ملی علم و فناوری مکزیک، وزارت علوم و نوآوری اسپانیا، توسط بنیاد گوردون و بتی مور، توسط بنیاد Heising-Simons، و توسط موسسات همکار در سراسر جهان. در ارتفاع ۶۸۸۰ فوتی (۲۱۰۰ متری) قرار دارد، جایی که بر روی تلسکوپ مایال در بالای قله کیت در صحرای سونوران، که در ۵۵ مایلی (۸۹ کیلومتری) از توسان، آریزونا، ایالات متحده واقع شده، به‌سازی شده‌است.